# Saison 23 de Doctor Who, première série
Chronologie
Saison 22 Saison 24
Cet article présente les épisodes de la vingt-troisième saison de la première série de la série télévisée Doctor Who. Cette saison, nommée The Trial of a Time Lord, comprend un seul épisode composé de plusieurs parties.

## Distribution
- Colin Baker : Le Sixième Docteur
- Nicola Bryant : Peri Brown
- Bonnie Langford : Mel Bush
- Anthony Ainley : Le Maître
- Michael Jayston : Le Valeyard

## Synopsis de la saison
Amené de force sur Gallifrey, le Docteur est mis en procès par un mystérieux personnage se faisant appeler le Valeyard, pour avoir transgressé la première loi de Gallifrey et de s'être investi dans les affaires d'autres planètes. Pour prouver qu'il est coupable, le Valeyard fait appel à quatre souvenirs d'aventures du Docteur... Qui est le Valeyard ? Et quel est son but ?

## Liste des épisodes
| N° de l'épisode | Part. | Titre original                      | Scénario                        | Réalisation      | Première diffusion au Royaume-Uni                                      | Code | Audience (en millions) |
| --------------- | ----- | ----------------------------------- | ------------------------------- | ---------------- | ---------------------------------------------------------------------- | ---- | ---------------------- |
| 143             | 1     | The Mysterious Planet (4 épisodes)  | Robert Holmes                   | Nicholas Mallett | 6 septembre 1986 13 septembre 1986 20 septembre 1986 27 septembre 1986 | 7A   | 4,9 3,9 3,7            |
| 143             | 2     | Mindwarp (4 épisodes)               | Philip Martin                   | Ron Jones        | 4 octobre 1986 11 octobre 1986 18 octobre 1986 25 octobre 1986         | 7B   | 4,8 4,6 5,1 5          |
| 143             | 3     | Terror of the Vervoids (4 épisodes) | Pip et Jane Baker               | Chris Clough     | 1er novembre 1986 8 novembre 1986 15 novembre 1986 22 novembre 1986    | 7C   | 5,2 4,6 5,3            |
| 143             | 4     | The Ultimate Foe (2 épisodes)       | Robert Holmes Pip et Jane Baker | Chris Clough     | 29 novembre 1986 6 décembre 1986                                       | 7C   | 4,4 5,6                |

## Production et réception

### Réception
En 1986, Chris Chibnall, au cours d'une émission télévisée, reproche à la saison 23, et particulièrement à l'histoire The Ultimate Foe d'avoir été mal écrites. Il trouve que cette saison est beaucoup trop dans les clichés, et que l'histoire Terror of the Vervoids n'apporte rien de nouveau, qu'elle s'inscrit dans la « routine ».